# Bernhard Mergner
G. Bernhard F. Mergner (* 1953) ist ein deutscher Jazzmusiker (Trompete, Orchesterleitung, Komposition).

## Leben und Wirken
Mergner, der in einer musikalischen Familie aufwuchs, lernte Klavier und Geige, später auch Orgel sowie verschiedene Blasinstrumente. Er entschied sich zunächst für ein klassisches Trompetenstudium in Nürnberg bei Werner Fink und in München bei Paul Lachenmeir, dann nach einem Abschluss in Schulmusik für ein Jazzstudium, das er bei Manfred Schoof begann und am Konservatorium Hilversum bei Ack und Jerry van Rooyen, Erik van Lier, Kenny Napper und Cees Smal fortführte und mit einem Diplom abschloss. 
Mergner war mit eigener Band unterwegs, arbeitete aber auch mit Conny Bauer, Ulrich Gumpert, Michael Formanek, Herb Geller oder Tom van der Geld. Er war Mitglied des von Albert Mangelsdorff geleiteten Deutsch-Französischen Jazzensembles und gehörte dann zum Berlin Jazz Workshop Orchestra, mit dem er zwei Alben für FMP aufnahm. Weiterhin spielte er Platten mit Klaus Lenz, Sigi Busch und John Tchicai ein. Mit Joel Drouin leitete er das Ensemble Jazz Componium, das unter anderem bei der Expo 2000 auftrat.
Mergner komponierte nicht nur für Jazzgruppen, sondern auch für Sinfonieorchester. Nach Lehraufträgen unter anderem an den Musikhochschulen in Bremen und Hamburg ist er seit 1996 Professor für Trompete und Ensemblespiel an der Hochschule für Musik Franz Liszt Weimar.

## Diskographische Hinweise
- Komponisten in Niedersachsen, Vol. 1 	(Thorofon 2000, enthält neben Werken von Alexander Stein, Jörn Arnecke und Tobias Rokahr Mergners Vitalisation für Jazzorchester und Symphonieorchester)